# Nhat-Nam
Il Nhất Nam è un'arte marziale vietnamita, formalizzata ad Hanoi nel 1983 da Ngô Xuân Bính.

## Storia
Il nome Nhất Nam deriva dai caratteri cinesi (一南), che significano "Uno Vietnam", e non va confuso con Nhật Nam ("Sole Sud" 日|南). L'Uno esprime l'unificazione delle caratteristiche delle arti marziali vietnamite. Ngô Xuân Bính ha formalizzato queste caratteristiche nel suo libro sulle basi di questo approccio unificato Nhất Nam căn bản volumi 1 e 2.
Secondo il sito della scuola inglese di Nhất-Nam: Il Nhất-Nam è menzionato per la prima volte in fonti datate nei secoli XIII e XIV. Tuttavia le fonti vietnamite riferiscono che le tecniche erano già registrate secoli addietro, ma la specifica arte col nome Nhất-Nam ha luce nel 1983.
Il Nhat Nam a partire dagli anni novanta viene praticato in Bielorussia, Lituania, Regno Unito, Russia, Svizzera e Ucraina.